# Claudia Umpiérrez
Claudia Inés Umpiérrez Rodríguez, née le 6 janvier 1983, est une arbitre uruguayenne de football, avocate de profession. Elle est la nièce de l'ancien international uruguayen Rubén Umpiérrez.

## Biographie
Elle est arbitre internationale de la FIFA depuis 2010. Elle est également arbitre de première catégorie en Uruguay depuis 2016. Le 4 septembre de cette année, elle est devenue la première femme de l'histoire du football uruguayen à arbitrer un match de première division. 
En raison de ses bonnes performances en 2015 et 2016, elle se voit inscrite sur la liste annuelle des meilleurs arbitres au monde par la Fédération internationale d'histoire et de statistique du football (IFFHS). Elle fait partie des arbitres sélectionnées par la FIFA pour la Coupe du monde féminine 2019, où elle officie notamment lors du match d'ouverture entre la France et la Corée du Sud (4-0 pour la France).